# اينار هالفورسن
اينار هالفورسن (بالنرويجية البوكمول: Einar Halvorsen)‏ هو متزلج سريع نرويجي، ولد في 7 مارس 1872 في هامار في النرويج، وتوفي في 23 أبريل 1964.

## وصلات خارجية
- اينار هالفورسن على موقع SpeedSkatingBase.eu (الإنجليزية)
- اينار هالفورسن على موقع SpeedSkatingNews.info (الإنجليزية)
- اينار هالفورسن على موقع SpeedSkatingStats.com (الإنجليزية)